# Unknown Mortal Orchestra
Unknown Mortal Orchestra és una formació musical neozelandesa sorgida de les cendres dels The Mint Chicks. La Unknown Mortal Orchestra va néixer com a projecte personal de Ruban Nielson i ha acabat per convertir-se en una cèl·lula de pop experimental, psicodèlia casolana i lo-fi encantador. Totes aquestes virtuts ja es trobaven en el seu debut homònim, però va ser el seu segon àlbum, breument titulat “II”, el que va presentar a la formació neozelandesa com un dels projectes més interessants i innovadors de la nova psicodèlia.